# اکسل اوروپ
اکسل اوروپ (انگلیسی: Axel Urup; ۱۳ سپتامبر ۱۶۰۱ – ۱۵ مارس ۱۶۷۱) مهندس، نظامی و سیاستمدار اهل دانمارک بود.